# Столяров, Валерий Викторович
Валерий Столяров (род. 18 января 1971 года в д. Грузино Всеволожского района, Ленинградской области) — российский двоеборец, бронзовый призёр Олимпийских игр 1998, заслуженный мастер спорта России. Окончил Санкт-Петербургскую государственную академию физической культуры им. П. Ф. Лесгафта. Работает директором СДЮСШОР Выборгского района г. Санкт-Петербурга.

## Спортивная карьера
Наивысшего результата Валерий Столяров добился на Олимпиаде 1998 в Нагано, где он стал бронзовым призёром в индивидуальной гонке преследования на 15 км. Принимал участие также в Олимпийских играх 1992 и 1994 годов.
На чемпионате мира 1999 года в Рамзау Валерий Столяров завоевал бронзовую медаль в командном первенстве. Лучшим результатом в личных соревнованиях является 17-е место в гонке преследования там же в Рамзау.
Валерий Столяров 3-кратный чемпион СССР, СНГ, России (1990, 1992, 1997), неоднократный призёр чемпионатов страны.
Лучшие результаты на этапах Кубка мира два 6-х места в индивидуальных соревнованиях в сезоне 1996/1997.

## Награды
- Заслуженный мастер спорта России (1998).
- Награждён медалью ордена «За заслуги перед Отечеством» II степени (1998).